# マメルカ・スラスト作戦
マメルカ・スラスト作戦は、1968年5月19日から10月23日までダナン南西部のハッピーバレーで行われた米海兵隊の作戦である。

## 背景
5月9日、第1海兵師団長 Donn J. Robertson はダナンの西の谷間と Thường Ðuc キャンプ周辺へのスポイリングアタックを命じられた。月12日にKham Ducを失ったことで、ベトナム人民軍（PAVN）が次にThường Ðứcを制圧しようとすることが懸念された。この地域のPAVN部隊には第341師団第31連隊と368Bロケット連隊が含まれると考えられていた。 

## 軍事作戦

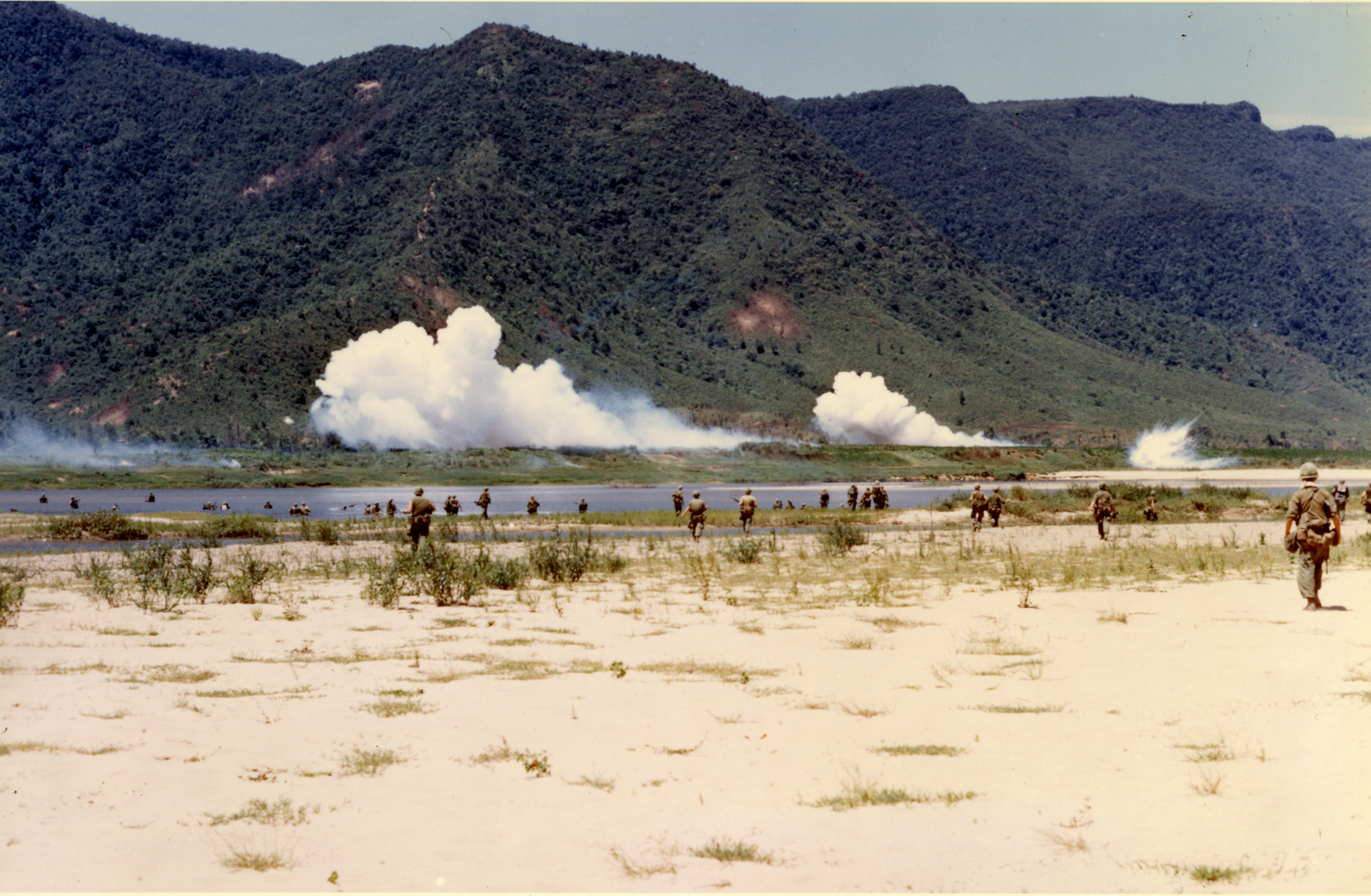
D中隊第1大隊 第7海兵隊川を渡る

5月19日、第7海兵隊第1大隊はダナンからSong Vu Giaに沿ってThường Ðucに向かって西進し、第26海兵隊第3大隊はハッピーバレーに攻め込んだ。月末までに両隊はPAVN基地地域を発見したが、接触はほとんどなかった。 
6月3日、作戦地域は東のアンホア戦闘基地近くの「アリゾナ準州」に拡大され、第1大隊、第26海兵隊が作戦に追加された。 
6月7日7時30分、リバティ橋（15°51′22″N 108°11′31″E / 15.856°N 108.192°E）の南側を移動中、B中隊1/26海兵隊は低い丘に隠れているPAVN部隊から砲撃を受け、PAVNが撤退するまで9時間戦闘が続いた。海兵隊の損失は死者17名、負傷者46名、PAVNの損失は死者64名である。 
6月9日に L 中隊 3/26 海兵隊は最近放棄された 125 床の PAVN 野戦病院を発見した。6月11日、I 3/26海兵隊はPAVN368Bロケット連隊の本部と大量のロケット弾と照準装置を発見した。 
6月13日、Ky Chau村の近くで、1/26海兵隊がPAVN部隊とSong Ky Lamと韓国海兵隊部隊を追い詰めた。9時間の戦闘で海兵隊員3名死亡、24名負傷、PAVNは44名死亡した。その夜、B中隊1/26海兵隊は退却するPAVN部隊を待ち伏せ、13名を殺害し、海兵隊員の損失はなかった。 
6 月 14 日、第 3 大隊第 5 海兵隊がアンホア戦闘基地からアリゾナ準州に配備されました。私が前進したとき、それはPAVNの迫撃砲の砲火に見舞われ、指揮のほとんどが殺されました。中隊長ジョセフキャンベルは重傷を負いましたが、指揮を執り、防御射撃と医療用ヘリコプターを配置してから、負傷で死亡しました。  :345
6月15日、丘の南東に、55人の1/26海兵隊員がPAVNの掩蔽壕システムを発見し、制圧し、7人の海兵隊員を失ったために84人のPAVNを殺害した。  :344–5
作戦は 6 月から 7 月にかけて最小限の接触で継続され、PAVN はその地域を放棄したように見えた。 7 月 28 日、マリンスティングレイのパトロール隊が 4 台の PT-76軽戦車を発見しました 3.5 An Hoa Combat Base の北西 km で、大砲と空爆が呼び出され、4 回の二次爆発が見られました。エージェントは、2 機の PT-76 が破壊されたと報告しましたが、残骸は見つかりませんでした。  :347
8 月 1 日の午前 4 時、PAVN 部隊がアリゾナ準州で海兵隊のスティングレイパトロールを攻撃し、5 人の海兵隊員を殺害し、3 人の PAVN を失ったために 11 人を負傷させた。  :347
8 月 1 日から 2 日にかけて、第 5 海兵連隊の作戦統制下にある第 1 飛行隊、第 9 騎兵隊がアリゾナ準州で 96 人の PAVN を殺害した。  :347
6 月 6 日、第 5 海兵隊 E 中隊と F 中隊は、Cu Ban の村の近くで PAVN 中隊と交戦し、陣地を制圧し、1 人の海兵隊員を失ったために 23 人の PAVN を殺害した。  :347–8
8 月 17 日の朝、3/5 海兵隊と BLT第 2 大隊第 7 海兵隊は、リバティ橋の南東にあるチャウ フォン付近の PAVN と疑われる基地を攻撃し、53 人の PAVN を無損失で殺害した。翌朝、海兵隊はチャウフォン近くでさらに多くの PAVN 部隊と交戦し、13 人の海兵隊員が死亡し、49 人の PAVN が死亡した。  :348–9
8 月 29 日、PAVN 小隊が D中隊第 1 大隊第 5 海兵隊を待ち伏せし、12 名の海兵隊員を殺害し、18 名を負傷させ、PAVN は 25 名の死者を出した。  :381
9 月 14 日、L 中隊、第 3 大隊第 7 海兵隊が待ち伏せされた。 Hill 55 の南 km で、1 人が死亡、4 人が行方不明になった。翌日、行方不明の海兵隊員の遺体が回収され、待ち伏せエリアで 72 の掩蔽壕が破壊されました。  :414–5
9 月 18 日、BLT 2/7 海兵隊が国道 4 号線に配備されました。翌朝、海兵隊が西をパトロールしていると、PAVN の塹壕陣地から砲撃を受けました。戦闘は終日続き、3/7 海兵隊から 2 個中隊がヘリコプターで攻撃を支援しました。その日の海兵隊の損失は、死者 14 名、負傷者 54 名でした。 9 月 20 日の朝、海兵隊は陣地を制圧し、第 36 連隊の第 2 大隊からの PAVN の死傷者は 3 人だけだった。その後、G 2/7 海兵隊は Nong Son (2) の近くで PAVN 部隊に遭遇し、5 人の死者と 19 人の負傷者を出した後、PAVN と交戦する支援射撃を許可するために撤退した。 9 月 21 日、海兵隊は第 36 連隊の指揮所であることが判明した PAVN 掩蔽壕を制圧し、PAVN の損失は 69 人でした。  :416–7

## その後
マムルーク スラスト作戦は 10 月 23 日に終了し、海兵隊は 269 人の死者と 1730 人の負傷者を出しましたが、PAVN は 2728 人が死亡し、47 人が捕虜になりました。  :726ヘンダーソンヒル作戦は、同じ作戦地域ですぐに開始されました。  :423